# WON Most Disgusting Promotional Tactic
El Wrestling Observer Newsletter (WON) Most Disgusting Promotional Tactic (Táctica promocional más repugnante) es un premio entregado por la revista de lucha libre profesional Wrestling Observer Newsletter, reconociendo la peor tácica promocional, evento o storyline de una empresa.

## Historia
En 1981 el premio debuta entregándose a LeBell Promotions por el gimmick de Tony Hernández, un monstruo creado en un laboratorio similar a Frankestein. En 1982 se le entregó por primera ver a la World Wrestling Federation (WWF) por el extenso reinado de Bob Backlund como Campeón de la WWF, reinado durante el cual se negó a defender el título ante rivales Face. En 1983 se le volvió a entregar a la WWF por el ángulo del cuello roto de Eddie Gilbert. En 1984 se le entregó a la empresa Continental Wrestling Federation (CWF) por el falso ataque al corazón de Blackjack Mulligan. Los cuatro años siguientes el premio se le dio a la empresa de los Von Erich, la World Class Championship Wrestling, ya que sus historias giraron alrededor de la muerte o falsas muertes de miembros de la empresa: en 1985 explotaron la casi muerte de Mike Von Erich, en 1986 la muerte de Gino Hernandez, en 1987 la muerte de Mike Von Erich y en 1987, la falsa muerte de Fritz Von Erich. 
En 1989 se le entregó por primera vez a una empresa portorriqueña, al World Wrestling Council (WWC) por su push a Jose Gonzalez como luchador face. En 1991, se le otorgó a la WWF debido al uso de la Guerra de Golfo Pérsico en sus historias entre el Sgt. Slaughter y Hulk Hogan, con Slaughter como traidor a los EE. UU. y Hogan como el héroe americano. En los cuatro años siguientes se le otorgó a la WCW por el push a Erik Watts, la historia de la amnesia de Cactus Jack, la historia del retiro de Ric Flair y los anuncios de líneas eróticas de Gene Okerlund. En 1996, se le volvió a entregar a la WWF por el uso de falsos personajes. Durante 1996, los luchadores Scott Hall y Kevin Nash dejaron la empresa para irse a la WCW. Sin embargo, la WWF siguió usando a los personajes que interpretaban con los luchadores Glenn Jacobs, Rick Bogner y Brian Gerard James como los falsos Diesel, Razor Ramon y Double J respectivamente.

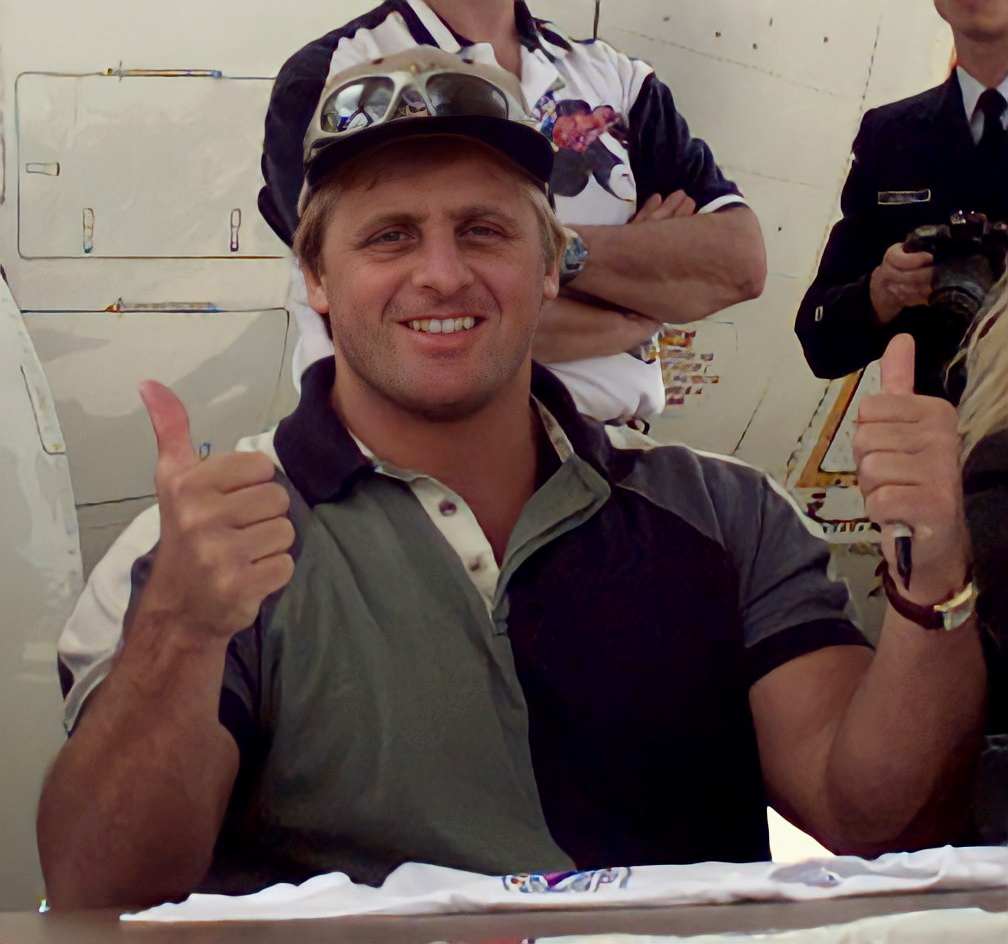
Owen Hart, quien falleció en 1999 durante el evento WWF Over the Edge. Debido a que se prosiguió con el evento, fue declarada la peor táctica promocional del año.

En 1997, se le concedió de nuevo a la WWF, debido a una serie de entrevistas que le realizaron a la esposa de Brian Pillman, Melanie, cuyo marido había fallecido días antes. En 1998, se le entregó a la WCW por explotar durante sus historias el problema de alcoholismo de Scott Hall. Sin embargo, en 1999 se le entregó de nuevo a la WWF por continuar el evento Over the Edge. Durante ese evento, el luchador Owen Hart, sufrió una caída durante su entrada (entraba atado a un cable, simulando que volaba) que le causó la muerte. A pesar de esto, la WWF continuó con el evento. En 2000, se le volvió a dar a la WCW por darle el título máximo de la empresa, el Campeonato Mundial Peso Pesado de la WCW al actor David Arquette para promocionar su película.
Tras la desaparición de la WCW, le fue entregado a la WWF/E desde 2001 hasta 2006: En el 2001 porque Stephanie McMahon comparó el incidente de su padre, Vince McMahon con los atentados del 11 de septiembre; en 2002 por el ángulo de necrofilia de Katie Vick. Durante un feudo entre Triple H y Kane, se habló de una antigua novia muerta de Kane llamada Katie Vick. Durante su feudo, Triple H enmascarado como Kane, simuló tener sexo con el cadáver de Katie en un ataúd. En 2003, debido a la constante aparición de la familia McMahon en el producto. En el 2004, debido al ángulo entre Kane y Lita, en el cual Lita estaba embarazada de Kane y tuvo un aborto al ser atacada por Snitsky. En 2005, debido a una controversia con los atentados del 7 de julio de Londres. En SmackDown, se grabó un segmento en el cual el luchador árabe Muhammad Hassan atacó a The Undertaker junto a un grupo de islamistas enmascarados y se llevaron a hombros entre cánticos árabes a Daivari. Horas antes de que SmackDown se transmitiera en Reino Unido, tuvieron lugar los atentados en Londres y, debido al poco tiempo, no se pudo editar el programa, mostrando este segmento en televisión. En 2006, fue debido a la explotación de la muerte de Eddie Guerrero para el push de Rey Mysterio.
En el 2007 se le entregó por primera vez a la Total Nonstop Action Wrestling (TNA) por la contratación del jugador de fútbol americano Adam "Pacman" Jones.
En el 2008, 2009 y 2010 se le volvió a entregar a la WWE por el falso ataque a Jeff Hardy en las escaleras de un hotel antes de Survivor Series, lo que le incapacitó para luchar esa noche; el feudo entre Michelle McCool y Mickie James en la que la primera se burlaba del sobrepeso de la segunda y por la campaña de apoyo WWE Stand Up, la cual coincidió con la carrera política de Linda McMahon. En 2011, la WON le entregó el premio a la WWE, por las campañas anti acoso escolar que llevó a cabo a lo largo del año y hacer una promo con Vince McMahon riéndose de la parálisis facial de Jim Ross. En 2012 volvieron a premiar a la WWE. A finales de año, el comentarista Jerry Lawler sufrió tras un combate un ataque al corazón. Tras ser llevado a un hospital y haber estado más de un mes de baja, a su regreso CM Punk y Paul Heyman hicieron una promo riéndose de él, fingiendo un ataque al corazón. En el 2013 CM Punk fue de nuevo responsable para que la WWE le dieran el premio por su feudo con Undertaker tomando como ángulo la muerte de Paul Bearer. 
En el 2014 WWE promociona fuertemente su aplicación WWE Network, en la cual se pueden ver eventos de la empresa, por lo que en su papel de mandamases heels The Authority trataron de tontos a quienes compraban PPV en lugar de ver los shows en la Network. En 2015 el premio recae en WWE, cuando Paige se burla de la muerte de Reid Flair en una rivalidad contra su hermana Charlotte Flair. En 2016 por primera vez gana una empresa de artes marciales mixtas, en esta ocasión Bellator MMA por programar una pelea con dos atletas famosos de peleas callejeras, pero de pobre condición física. En 2017 nuevamente WWE recibe el galardón por glorificar la figura de Jimmy Snuka luego de su fallecimiento, ocultando el posible asesinato de su novia por el cual era investigado. Al año siguiente, los suscriptores eligen los pactos de WWE con el gobierno de Arabia Saudita realizando un primer evento, a pesar de las leyes prohibitivas contra las mujeres y un segundo evento justo tras el asesinato de Jamal Khashoggi. En 2019 nuevamente los votantes eligen a los acuerdos de WWE con el gobierno árabe como la táctica promocional más desagradable del año.
En 2020 y 2021 el Premio se lo lleva WWE por los múltiples recortes de personal realizados durante la Pandemia de COVID-19.
```
En 2022 y 2023 
Vince McMahon
 fue acusado de desvío de dinero para pagarle a empleadas y ocultar su conducta sexual inapropiada, sin embargo siguió manteniendo su posición y apareciendo en la programación semanal como si nada.
```

En 2024 los votantes consideraron desagradable que TKO continuara con las relaciones con el gobierno saudí.

## Ganadores
| 1981 | Gimmick de monstruo                                                                                      | LeBell Promotions                   |   |      |                                                   |     |
| 1982 | Bob Backlund como campeón de la WWF                                                                      | World Wrestling Federation          |   |      |                                                   |     |
| 1983 | Angle del cuello roto de Eddie Gilbert                                                                   | World Wrestling Federation          |   |      |                                                   |     |
| 1984 | Falso ataque al corazón de Blackjack Mulligan                                                            | Championship Wrestling From Florida |   |      |                                                   |     |
| 1985 | Uso de la casi muerte de Mike Von Erich                                                                  | World Class Championship Wrestling  |   |      |                                                   |     |
| 1986 | Uso de la muerte de Gino Hernandez                                                                       | World Class Championship Wrestling  |   |      |                                                   |     |
| 1987 | Uso de la muerte de Mike Von Erich                                                                       | World Class Championship Wrestling  |   |      |                                                   |     |
| 1988 | Falsa muerte de Fritz Von Erich                                                                          | World Class Championship Wrestling  |   |      |                                                   |     |
| 1989 | Push face a Jose Gonzalez                                                                                | World Wrestling Council             |   |      |                                                   |     |
| 1990 | Atshusi Onita apuñalando a Jose Gonzalez                                                                 | Frontier Martial Arts Wrestling     |   |      |                                                   |     |
| 1991 | Explotación de la Guerra del Golfo (Angle de simpatizante iraquí de Sgt. Slaughter)                      | World Wrestling Federation          |   |      |                                                   |     |
| 1992 | Push de Erik Watts                                                                                       | World Championship Wrestling        |   |      |                                                   |     |
| 1993 | Angle de amnesia de Cactus Jack                                                                          | World Championship Wrestling        |   |      |                                                   |     |
| 1994 | Angle de retiro de Ric Flair                                                                             | World Championship Wrestling        |   |      |                                                   |     |
| 1995 | Anuncios de Gene Okerlund                                                                                | World Championship Wrestling        |   |      |                                                   |     |
| 1996 | Falso Diesel, Falso Razor Ramon y "The Real" Double J                                                    | World Wrestling Federation          |   |      |                                                   |     |
| 1997 | Entrevistas a Melanie Pillman días después de la muerte de Brian Pillman                                 | World Wrestling Federation          |   |      |                                                   |     |
| 1998 | Explotar el alcoholismo de Scott Hall                                                                    | World Championship Wrestling        |   |      |                                                   |     |
| 1999 | Continuar con el PPV Over the Edge después de la muerte de Owen Hart                                     | World Wrestling Federation          |   |      |                                                   |     |
| 2000 | David Arquette como Campeón Mundial Peso Pesado de la WCW                                                | World Championship Wrestling        |   |      |                                                   |     |
| 2001 | Stephanie McMahon comparando lo sucedido a su padre con los atentados del 11 de septiembre de 2001       | World Wrestling Federation          |   |      |                                                   |     |
| 2002 | Angle de necrofilia con Katie Vick                                                                       | World Wrestling Entertainment       |   |      |                                                   |     |
| 2003 | La Familia Mcmahon apareciendo en toda la programación de WWE.                                           | World Wrestling Entertainment       |   |      |                                                   |     |
| 2004 | Angle del embarazo de Lita y Kane                                                                        | World Wrestling Entertainment       |   |      |                                                   |     |
| 2005 | Angle terrorista el día de los atentados en Londres                                                      | World Wrestling Entertainment       |   |      |                                                   |     |
| 2006 | Explotación de la muerte de Eddie Guerrero                                                               | World Wrestling Entertainment       |   |      |                                                   |     |
| 2007 | Contratar a Adam "Pacman" Jones                                                                          | Total Nonstop Action Wrestling      |   |      |                                                   |     |
| 2008 | Ataque a Jeff Hardy en un hotel                                                                          | World Wrestling Entertainment       |   |      |                                                   |     |
| 2009 | Explotar el problema de peso de Mickie James                                                             | World Wrestling Entertainment       |   |      |                                                   |     |
| 2010 | Lanzamiento de la campaña Stand Up for WWE en coincidencia con la candidatura al Senado de Linda McMahon | World Wrestling Entertainment       |   |      |                                                   |     |
| 2011 | WWE descaradamente maltratando a Jim Ross a pesar de su campaña contra el acoso escolar                  | WWE                                 |   |      |                                                   |     |
| 2012 | CM Punk se burla del ataque cardíaco de Jerry Lawler                                                     | WWE                                 |   |      |                                                   |     |
| 2013 | Explotación de la muerte de Paul Bearer                                                                  | WWE                                 |   |      |                                                   |     |
| 2014 | WWE insulta a los aficionados que compraron PPVs                                                         | WWE                                 |   |      |                                                   |     |
| 2015 | Explotación de la muerte de Reid Flair                                                                   | WWE                                 |   |      |                                                   |     |
| 2016 | Kimbo vs. Dada 5000                                                                                      | Bellator MMA                        |   |      |                                                   |     |
| 2017 | WWE promocionando a Jimmy Snuka como un héroe después de su muerte                                       | WWE                                 |   |      |                                                   |     |
| 2018 | Lazos comerciales de WWE con Arabia Saudita                                                              | WWE                                 |   |      |                                                   |     |
| 2019 | WWE continuando su relación con el gobierno de Arabia Saudita                                            | WWE                                 |   |      |                                                   |     |
| 2020 | WWE realizando despidos masivos en medio de la Pandemia de COVID-19                                      | WWE                                 |   |      |                                                   |     |
| 2021 | WWE realizando despidos masivos en medio de la Pandemia de COVID-19                                      | WWE                                 |   |      |                                                   |     |
| 2022 | Vince McMahon apareciendo en la programación luego de ser acusado de abuso sexual                        | WWE                                 |   |      |                                                   |     |
| 2023 | TKO manteniendo a Vince McMahon en el poder a pesar de ser investigado por delitos sexuales              | WWE                                 | - | 2024 | TKO continuando su relación con el gobierno saudí | WWE |

### N° de premios por promoción
| N.º | Promoción                                              | Años |
| --- | ------------------------------------------------------ | --- |
| 24  | World Wrestling Federation / Entertainment (WWF / WWE) | 1982, 1983, 1991, 1996, 1997, 1999, 2001, 2002, 2003, 2004, 2005, 2006, 2008, 2009, 2010, 2011, 2012, 2013, 2014, 2015, 2017, 2018, 2019, 2020, 2021, 2022, 2023, 2024 |
| 6   | World Championship Wrestling (WCW)                     | 1992, 1993, 1994, 1995, 1998, 2000 |
| 4   | World Class Championship Wrestling (WCW)               | 1985, 1986, 1987, 1988 |
| 1   | Continental Wrestling Federation (CWF)                 | 1984 |
| 1   | Total Nonstop Action Wrestling (TNA)                   | 2007 |
| 1   | LeBell Promotions                                      | 1981 |
| 1   | World Wrestling Council (WWC)                          | 1989 |
| 1   | Bellator MMA                                           | 2016 |